# غلامحسین مصاحب
غلام‌حسین مُصاحَب (زادهٔ ۱۲۸۹ تهران – درگذشتهٔ ۲۱ مهر ۱۳۵۸) ریاضی‌دان و دانشنامه‌نویس ایرانی بود. به‌سبب کوشش‌هایش در ترویج ریاضیات جدید در ایران، او را «پدر ریاضیات جدید» ایران می‌دانند.

## زندگی
غلام‌حسین مصاحب به سالِ ۱۲۸۹ در تهران در خانواده‌ای اهل علم و ادب زاده‌شد. خاندان مصاحب در نایین، از دوران صفویه شناخته‌شده بوده‌اند و چند تن از رجال ادب و هنر ایران از این خاندان برخاسته‌اند، از جمله ملا مصاحب که در عصر شاه عباس، شاعری نام‌دار بود. پدربزرگش، میرزا غلام‌علی، خوشنویس، پدرش طبیب و مادرش شاعر بودند. او چهار خواهر و برادر داشت.
پس‌از تحصیلات مقدماتی، وارد دارالمعلمین شد و پس‌از آن، در دارالمعلمین عالی نام‌ نوشت و در ریاضیات فارغ‌التحصیل شد. سپس به خدمت وزارت معارف درآمد، و هم‌چنان تحصیلاتش را در علوم قدیم و فلسفه ادامه داد. افزون‌بر ریاضیات، عربی، فرانسوی و انگلیسی را نیز عالی فرا گرفت و با روسی و آلمانی آشنا شد. ۱۳۰۹، «مجلهٔ ریاضیات مقدماتی و عالی» را بنیان گذاشت و یازده شماره از آن را منتشر کرد. از همان سال‌ها، به تألیف کتاب‌های درسی برای دبیرستان‌ها پرداخت. ۱۳۱۶ ازدواج کرد و برای ادامهٔ تحصیل به فرانسه رفت. پس از بازگشت در ۱۳۲۰، تدریس در دانش‌سرای عالی را آغاز کرد. از آغاز ۱۳۲۲، روزنامهٔ برق را انتشار داد که به‌سبب مخالفت‌ با دولت‌ وقت و پس از چند بار توقیف، از انتشار بازماند.
وی در سال ۱۳۲۴، برای تکمیل تحصیلات به انگلستان رفت و ۱۳۲۷ در ریاضیات از دانشگاه کمبریج دکترا گرفت و همان سال، عضو انجمن ریاضی‌دانان انگلیس و انجمن فلسفهٔ کیمبریج شد. در انگلستان، شاگرد برتراند راسل، ریاضی‌دان و فیلسوف نامدار انگلیسی بود.
پس از بازگشت، در وزارت فرهنگ به‌ کار پرداخت. ۱۳۲۸، رئیس ادارهٔ آموزش متوسطه و سپس رئیس ادارهٔ کل تعلیمات عالیه شد. ۱۳۳۰، مدیر کل وزارت فرهنگ، و در سال ۱۳۳۱، معاون فنی وزارت فرهنگ شد.
غلام‌حسین مصاحب، ۱۳۳۵، برنامه‌ریز و سرپرست دائرةالمعارف فارسی شد و تا ۱۳۵۰، بر ترجمه و تألیف مقالات دائرةالمعارف نظارت داشت. دائرةالمعارف فارسی نخستین دائرةالمعارف عمومی در زبان فارسی است، که بر اساس شیوه‌های نوین دانشنامه‌نویسی تهیه شده‌است و مشهورترین دستاورد غلام‌حسین مصاحب به‌شمار می‌آید.
۱۳۴۰، به تدریس ریاضی در دانش‌سرای عالی پرداخت و در ۱۳۴۲، به مرتبه استادی رسید. 
غلامحسین مصاحب، مهر ۱۳۴۵، مؤسسهٔ ریاضیات را در دانشسرای عالی (بعدها، دانشگاه تربیت معلم) با مجوز شورای مرکزی دانشگاه‌ها بنیان گذاشت. هدف این مؤسسه، تربیت مدرسان ریاضی برای دانشگاه‌های کشور بود، و با کوشش‌های او، ۷۰ مدرس ریاضی دانشگاهی، آن‌جا تربیت شدند. کتاب‌خانهٔ تخصصی مؤسسه ریاضیات در کشور بی‌نظیر بود. مؤسسه ریاضیات، از ۱۳۶۳ با مقررات جدید، برای دوره‌های عالی ریاضی دانشجو گرفت، و ۱۳۷۶، به مؤسسه تحقیقات ریاضی دکتر غلام‌حسین مصاحب تغییر نام داد.
غلام‌حسین مصاحب، ۲۱ مهر ۱۳۵۸ در تهران درگذشت. او پنج فرزند با نام‌های «شهریار»، «شاهکار»، «نامدار»، «ترانه» و «رستا» دارد.

## اقدامات مهم

### سرپرستیدائرةالمعارففارسی
ماندگارترین میراث غلام‌حسین مصاحب، دائرةالمعارف فارسی است، گرچه او با قهر کردن، انتشار جلد سوم را سال‌ها عقب انداخت، او را می‌توان بنیان‌گذار دانشنامه‌نویسی مدرن در ایران نامید.
بیشتر مقالات دائرةالمعارف فارسی، که ۱۳۳۳ به سرپرستی او نوشته شد، ترجمه دائرةالمعارف وایکینگ بود و شماری از مقالات دانش‌نامهٔ اسلام را نیز ترجمه کرده، در آن آورده‌بودند. طبق پیشگفتار جلد اول، بسیاری از مقالات در خصوص تاریخ و جغرافیای ایران تالیف نویسندگان بومی است.
گرچه دانشنامه‌نویسی، سابقه‌ای کهن در ایران داشته، به شیوه جدید با کار غلام‌حسین مصاحب شروع می‌شود. دانش‌نامه‌های پیش‌از او، از جمله دانش‌نامه‌ای که سعید نفیسی جلد اولش را چاپ کرد و بخش‌های دانش‌نامه‌ای «لغت‌نامهٔ دهخدا»،  با معیارهای دانش‌نامه‌نویسی جدید تطابق نداشت. آوایش اسامی خارجی و نحوه ضبط آن‌ها به خط فارسی یکی از مهم‌ترین میراث‌های غلام‌حسین مصاحب است.

### مؤسسه ریاضیات
وی پس‌از کنار کشیدن از پروژهٔ دائرةالمعارف فارسی، بیشترِ وقتش را صرف مؤسسهٔ ریاضیات کرد که پایه‌گذار آن بود.

### روش نوشتاری ایرانیک
در دهه‌های ۱۳۳۰–۱۳۴۰، غلام‌حسین مصاحب برای نخستین بار روش نوشتاری ایرانیک را به جای ایتالیک پیشنهاد داد و در خوش‌نویسی علمی فارسی چاپ دانشگاه تهران معرفی کرد.

## کتاب‌شناسی

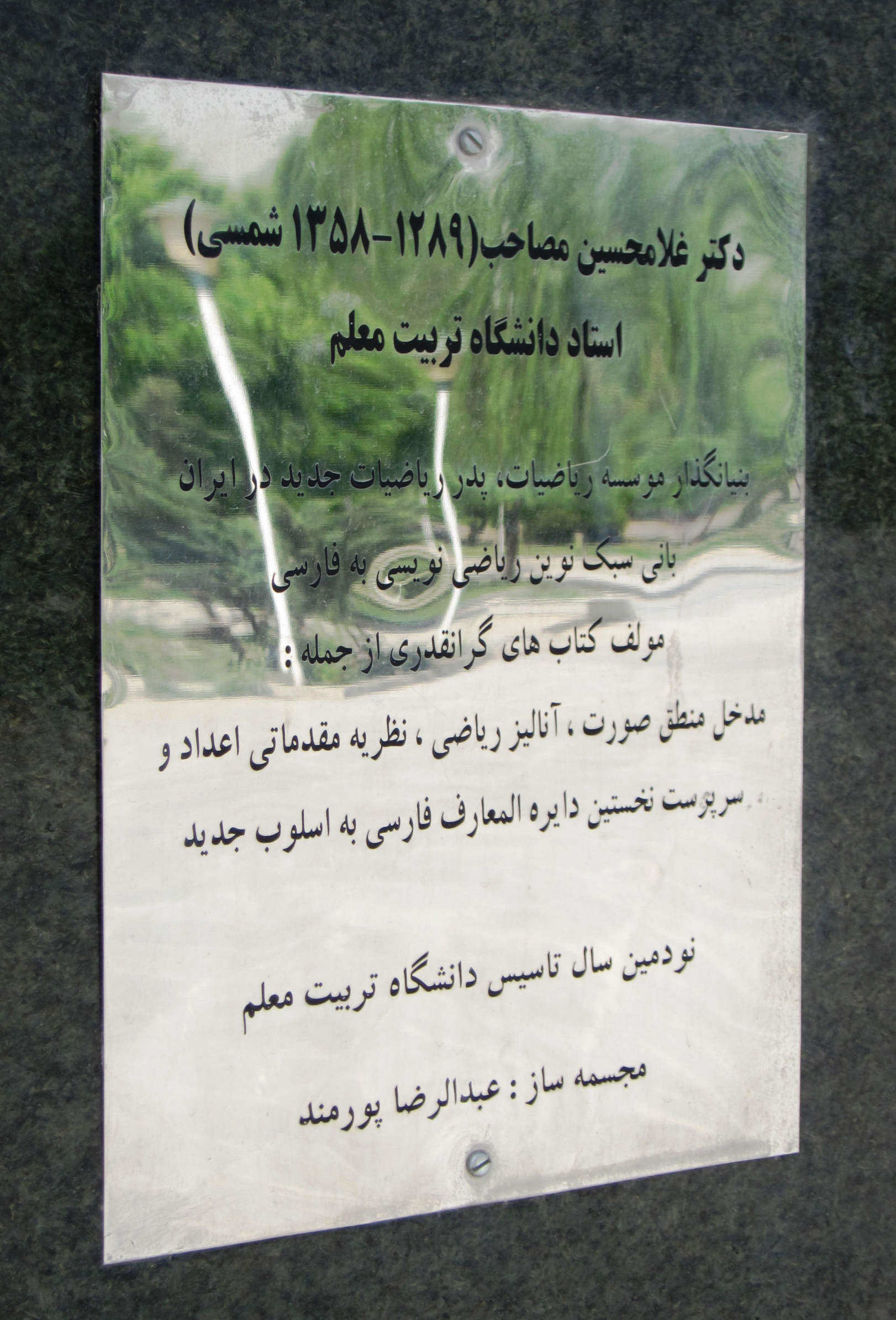
لوح نصب‌شده بر تندیس غلامحسین مصاحب در دانشگاه خوارزمی